# Коритиска
Коритиска (Корицискі, пол. Koryciski) — село в Польщі, у гміні Дубичі Церковні Гайнівського повіту Підляського воєводства. Населення — 101 особа (2011).

## Історія
Засноване до 1570 року.
У 1975—1998 роках село належало до Білостоцького воєводства.

## Демографія
Демографічна структура станом на 31 березня 2011 року:
|          | Загалом | Допрацездатний вік | Працездатний вік | Постпрацездатний вік |
| -------- | ------- | ------------------ | ---------------- | -------------------- |
| Чоловіки | 48      | 3                  | 29               | 16                   |
| Жінки    | 53      | 4                  | 23               | 26                   |
| Разом    | 101     | 7                  | 52               | 42                   |

## Уродженці
- Баум Володимир Олександрович (1922—2018) — Герой Соціалістичної Праці.